# Pomares (Pinhel)
Pomares is een plaats (freguesia) in de Portugese gemeente Pinhel en telt 184 inwoners (2001).